# Křesťanství v Africe
Křesťanství v Africe se rozšířilo v 1. století. Řada Afričanů ovlivnila vývoj křesťanství. Byli to mimo jiné Tertullianus, Kléméns Alexandrijský, Órigenés, Svatý Cyprián, Atanáš či Svatý Augustin.

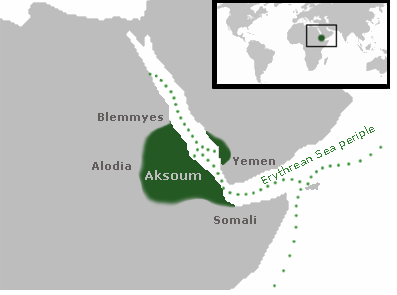
Království Aksum za svého největšího rozsahu

## Dějiny křesťanství v Africe
Starověký Egypt byl christianizován již v první fázi šíření křesťanství. S Egyptem sousedilo habešské (etiopské) Aksumské království. Jeho král, Ezana II., byl pokřtěn v roce 324 a řecký otrok, sv. Frumentius, se stal biskupem alexandrijské církve. V roce 350 Aksumské království rozvrátilo Núbii, která se rozpadla na tři království: Nobatii s hlavním městem Pachoras (dnes Faras) na severu, mezi prvním a druhým Nilským kataraktem, Makúrii s hlavním městem Stará Dongola uprostřed a Alódii s hlavním městem Soba (nedaleko Chartúmu) na jihu. Když se v roce 373 Marek stal biskupem ostrova Fíl bylo to známkou toho, že křesťanství zasahuje i do Núbie.

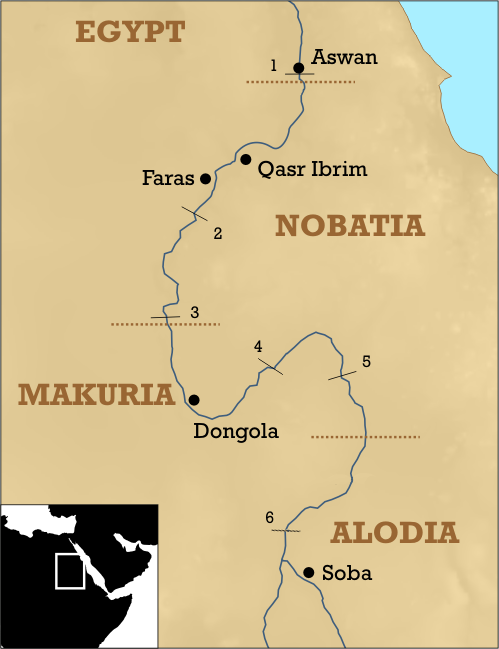
Křesťanská Núbie

Zásadní zlom přišel v roce 451 s chalcedonským koncilem. Na něm došlo k roztržce pravověrných dyafyzitů a afrických miafyzitů (nepřesně monofyzitů). Afrika se tak vydělila z řecko-římského světa. Nejdříve byla christianizována Nobatie, v roce 545, v miafyzitské formě. V roce 569 přijalo křesťanství království Alódie, opět jako miafyzitismus. Pouze Makúrie v témže roce přijala pravověří.
V roce 640 dobyli arabští muslimové Egypt. Státy na jih od Egypta tak ztratily s Evropou a tedy i zbytkem křesťanského světa kontakt. V roce 651 se Arabové pokusili Núbii dobýt, byli odraženi, ale získali tribut (smlouvou baqt). Merkorios I. Makúrijský před rokem 701 anektoval Nobatii a v roce 719 Makúrie konvertovala na miafyzitismus.
Židovská královna Jitka v roce 960 vyvrátila Aksumské království. V roce 1137 byla vláda jejích potomků ukončena, když král králů Mara Takla Haymanot z dynastie Zangwe založil Etiopské císařství, v evropské středověké zkomolené tradici bájné království kněze Jana. Tato pověst vznikla na základě kontaktů s křižáky. Po roce 1171 nastává úpadek Núbie. Křesťanští Núbijci provdávali své dcery za muslimské Araby. Po roce 1275 nastal otevřený rozvrat, naproti tomu sousední Ethiopie jen v roce 1270 změnila dynastii: K moci se dostala dynastie Šalomounovců, která pak vládla až do roku 1974. V roce 1317 Makúrie konvertovala na islám. V roce 1504 dobyli muslimové poslední súdánský křesťanský stát, Alódii.

## Současnost
Křesťanství v Africe zaznamenává v současnosti rychlý početní nárůst, zejména na úkor tradičních náboženství. Misijní činnost je v současnosti prováděna více samotnými Afričany, než misionáři z jiných kontinentů.
Křesťanské denominace jsou velmi rozmanité – od tradičních církví řazených k východnímu pravoslavnému společenství, až po dynamicky se rozvíjející společenství letniční a charizmatická.

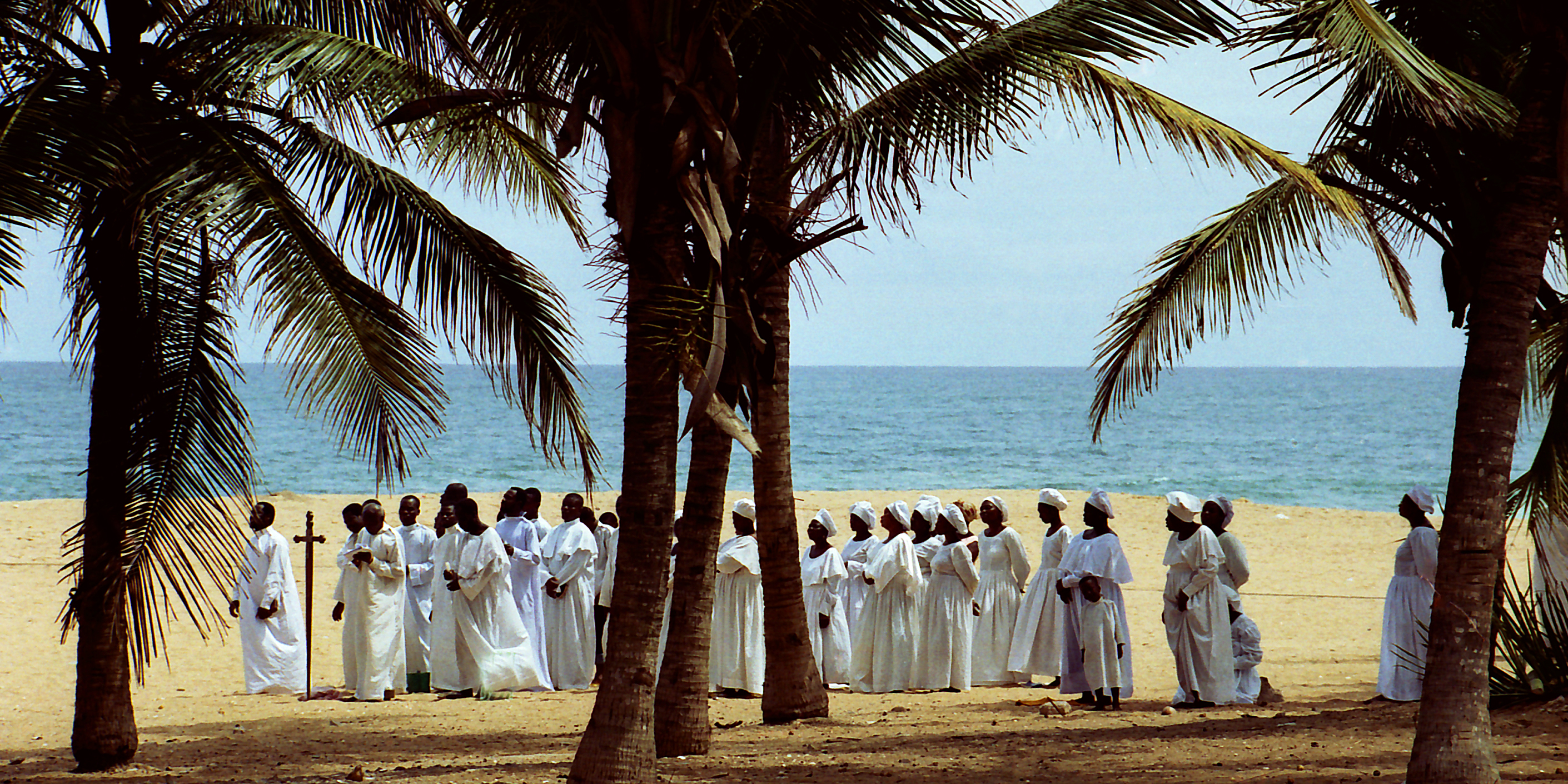
Nebeská církev Kristova v Beninu

Křesťanství je podle statistik nejrozšířenějším náboženstvím v současné Africe: hlásí se k němu 49% celé populace kontinentu – v subsaharské Africe je to téměř 60% populace. V roce 2022 žilo v Africe přibližně 685 milionů křesťanů, což je největší množina křesťanů ze všech světových kontinentů a číslo – na rozdíl od Evropy – stále prudce stoupá. Africké křesťanství stojí na tradici dvou tisíc let, Ježíš Kristus začal svůj lidský život útěkem do Egypta (Mt 2,13–21), kde mu byla zajištěna bezpečnost a prvním egyptským biskupem se podle tradice o pouhé čtyři desetiletí později stal evangelista Marek. Od dob prvních apoštolů po současnost proběhly tři velké fáze christianizace Afriky.
Největší množina afrických křesťanů je římských katolíků, přibližně 158 milionů věřících. K pravoslaví se hlásí přibližně 52 milionů lidí v Africe, z toho 37 milionů věřících má etiopská ortodoxní církev, 10 milionů koptská ortodoxní církev, téměř 3 miliony řecká ortodoxní církev a 2 miliony eritrejská ortodoxní církev. Protestantské církve hlásí dohromady 409 milionů věřících, kteří se ovšem dělí do mnoha církví.
V Africe vznikly unikátní teologické směry jako jsou africká teologie nebo jihoafrická černá teologie. V subsaharské Africe je běžným jevem vyznávání křesťanství (nebo islámu) a zároveň jednoho z tradičních afrických náboženství (vícečetná náboženská identita). Existuje velké množství náboženských eklekticismů a synkretismů například synkretismus křesťanství a bwiti v Gabonu nebo synkretismus vodunu a křesťanství v Beninu. Africké křesťanství je nedílnou součástí křesťanství světového – od samého počátku existence křesťanství jej Afrika spoluutváří. Počtem křesťanů je Afrika v mezikontinentálním srovnání na vedoucí pozici. Kromě specifického teologického pohledu a různých akcentů dala Afrika světu také nové křesťanské církve a mnohé unikátní křesťanské synkretismy.